# Festőanyagok
A festőanyagok olyan anyagok, amelyeket valamely anyag, tárgy külső bevonására alkalmaznak, dekorációs illetve konzerválási célból.

## A falfesték
A falfesték falak dekorációs bevonatára szolgáló anyag. Megkülönböztetünk kültérre és beltérre használható falfestéket, és színek alapján is csoportosíthatjuk fehér és színes festékre.

## A színes festék alkotórészei
A színes festék a következő 3 alkotórészből áll:
- kötőanyag
- pigment
- oldószer

Ezen alapvető komponensek mellett a festék még tartalmazhat:
- töltőanyagokat
- adalékanyagokat

## Kötőanyagok
A festék fő része a kötőanyag. A kötőanyag egy világos, viszkózus folyadék. Általában kötőanyagoldatokat használunk, mert a tiszta kötőanyag nagyon gyakran túl sűrű ahhoz, hogy be lehessen dolgozni, és ezért oldószerrel fel kell hígítani. A kötőanyag funkciója a filmképzés. A kötőanyag(oldat)nak felhordás és száradás után egy száraz, szilárd bevonatot kell képeznie. A kötőanyag határozza meg nagymértékben a festék tulajdonságait, a tapadást, fényességet, keménységet, rugalmasságot és tartósságot.

## Pigment
A pigment ad színt a festéknek. A pigmentek oldhatatlan porok, amelyet finoman a kötőanyagba diszpergálnak (eloszlatnak). A pigment minősége és mennyisége határozza meg az olyan festéktulajdonságokat, mint szín, színerő, színtartósság és fedőképesség.

## Töltőanyagok
Akárcsak a pigmentek, a töltőanyagok is a kötőanyagba diszpergált oldhatatlan finom porok. A talkum, a kréta, a habkőpor, a homok, az agyag stb. mind tipikus töltőanyagok. A töltőanyagok kevés vagy egyáltalán semmi színt, fedőképességet sem adnak a festéknek, használatukkal a festék testet kap ("tölti" a festéket). A festékben használt töltőanyagok típusa és minősége határozza meg az olyan tulajdonságokat, mint elérhető filmvastagság, csiszolhatóság és reológia (a festék folyási tulajdonságai). A töltőanyagot mattító anyagként is használják, valamint azért, hogy sajátos szerkezetet biztosítson a festéknek.

## Hígítók
Bár gyakran az oldószer és a hígító megnevezést megkülönböztetés nélkül használják. Ha pontosak akarunk lenni, a következő különbséget tehetjük a kettő között:
- Az oldószereket tulajdonképpen a (fél)szilárd kötőanyagok oldására alkalmazzák.
- A hígítók a festékek és kötőanyagoldatok felhígítására alkalmasak.

Az egyszerűség kedvéért mindenhol a hígító megnevezést fogjuk használni, még akkor is, amikor oldószerről van szó.
A hígító illékony folyadék a festékben, amely felhasználás után elpárolog a festékfilmből. Tipikus hígítók: lakkbenzin, xilol, butil-acetát, alkohol és víz.

## A hígítók szerepe a festékben
- kötőanyag feloldása,
- a festék megfelelő felhordási viszkozitásának biztosítása,
- a festékfilm terülési viselkedésének és száradási idejének beállítása.

## Adalékanyagok
Az adalékanyagokat kis mennyiségekben adják a festékhez, és a festék bizonyos tulajdonságainak kihangsúlyozását vagy elnyomását szolgálják:
- növelik a száradási időt (szárítók, katalizátorok)
- megelőzik a bőrösödést, kráterképződést, habzást
- javítják a tárolhatóságot, megelőzik a kiülepedést a dobozban

## A festékek összetétele
- Műgyanták - nem illékony

- Pigmentek

- Töltőanyagok

- Hígítók - illékony

- Adalékanyagok - (nem) illékony